# Logan Lake
Logan Lake är en ort i Kanada.   Den ligger i provinsen British Columbia, i den södra delen av landet, 3 400 km väster om huvudstaden Ottawa. Logan Lake ligger 1 136 meter över havet och antalet invånare är 2 190. Den ligger vid sjön Logan Lake.
Terrängen runt Logan Lake är huvudsakligen kuperad. Logan Lake ligger nere i en dal. Trakten runt Logan Lake är nära nog obefolkad, med mindre än två invånare per kvadratkilometer.. 
I omgivningarna runt Logan Lake växer i huvudsak barrskog.